# Meung-sur-Loire
Meung-sur-Loire [ˌmœ̃syʁ.ˈlwaːʁ] ist eine französische Gemeinde mit 6621 Einwohnern (Stand 1. Januar 2022) im Département Loiret in der Region Centre-Val de Loire. Sie gehört zum Arrondissement Orléans und zum Kanton Meung-sur-Loire. Die Stadt liegt am Nordufer der Loire, etwa 20 Kilometer westlich von Orléans.

## Bevölkerungsentwicklung
| Jahr      | 1962 | 1968 | 1975 | 1982 | 1990 | 1999 | 2006 | 2018 |
| Einwohner | 3718 | 4116 | 4601 | 5604 | 5993 | 6254 | 6152 | 6527 |

## Sehenswürdigkeiten

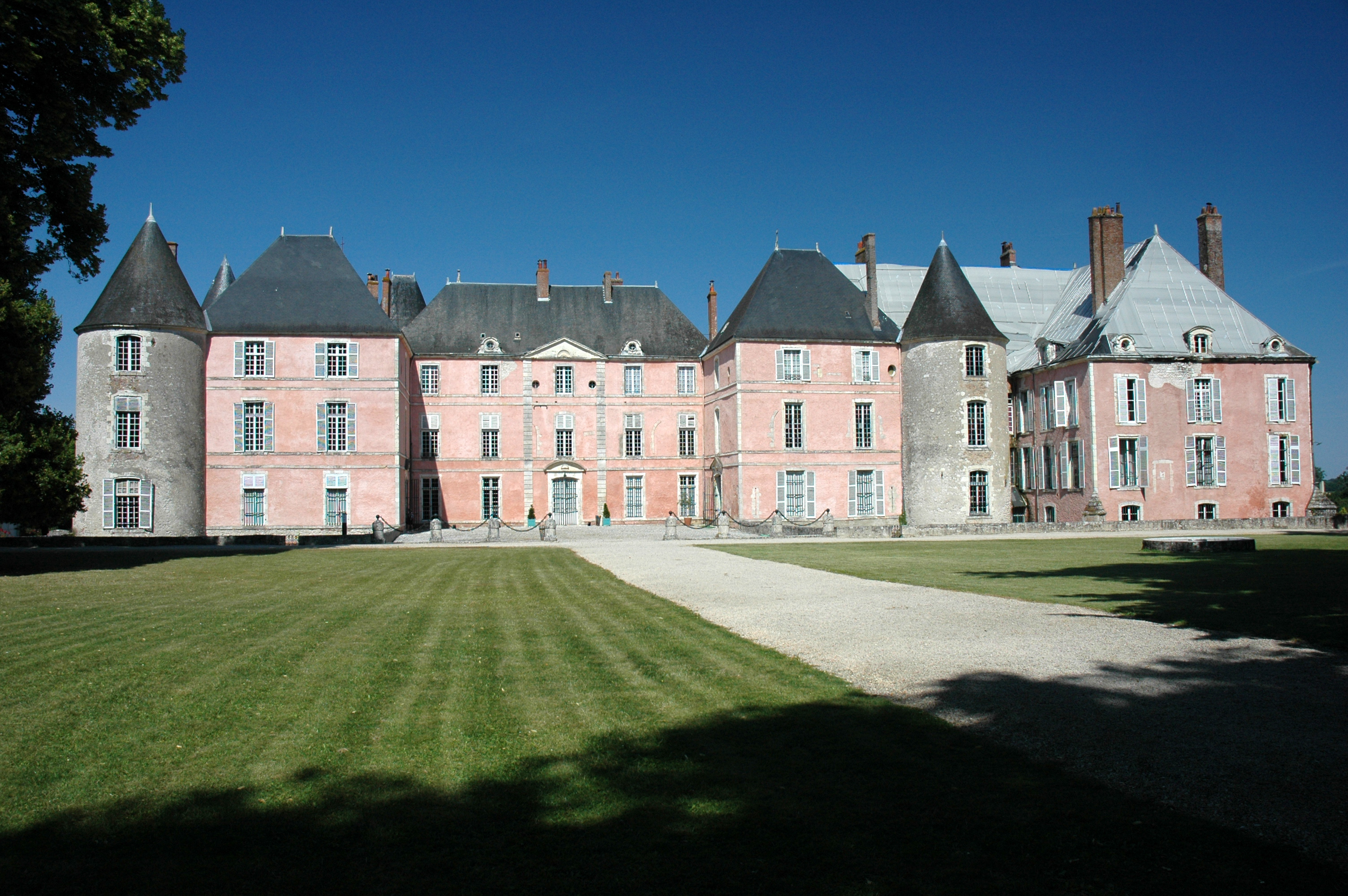
Schloss Meung-sur-Loire

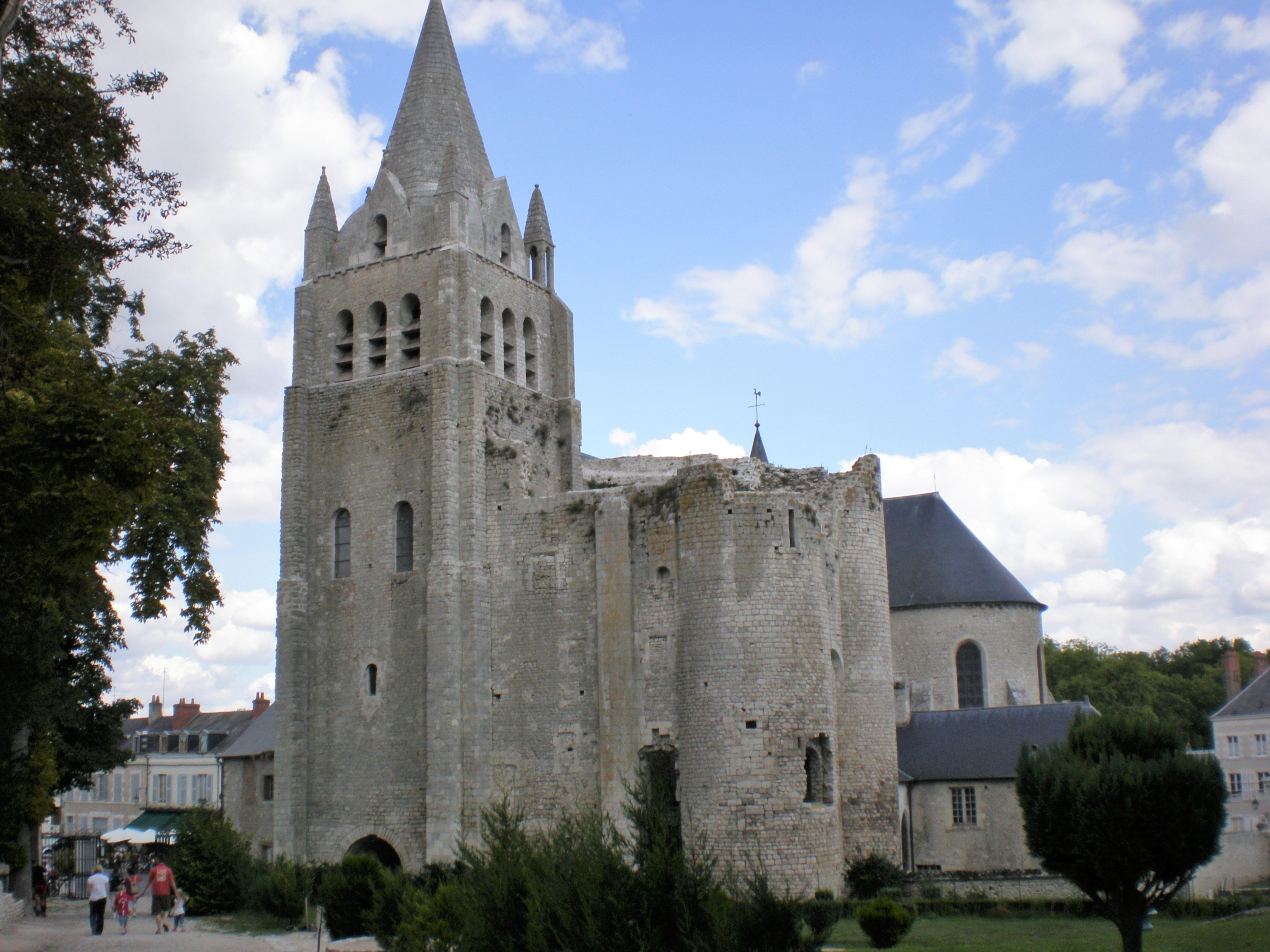
Stiftskirche Saint-Liphard

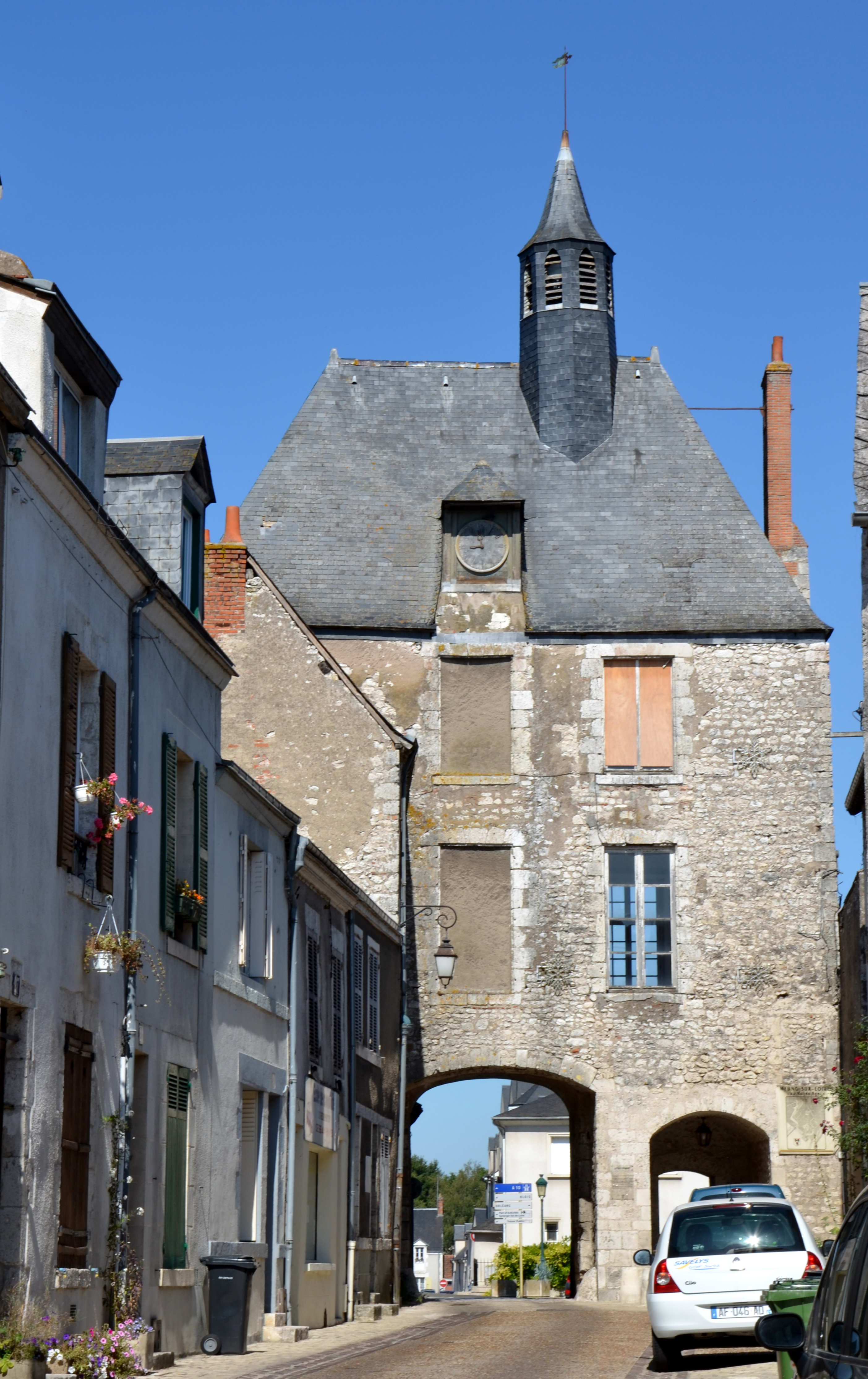
Stadttor Porte d'amont

- Stiftskirche Saint-Liphard, 11. oder 12. Jahrhundert
- Schloss Meung-sur-Loire, Landsitz des Bischofs von Orléans, in seinen ältesten Teilen aus dem 12. Jahrhundert
- Porte d'amont (das Stadttor flussaufwärts) aus dem Jahr 1629, der letzte Rest der Stadtbefestigungen. Sie trägt eine Uhr, bei der die Stunde 61 Minuten hat.

## Partnergemeinden
- Gundelfingen, Deutschland
- Bieruń, Polen
- Lymm, England

## Vorkommen in der Literatur
- Die Handlung des Romans Die drei Musketiere von Alexandre Dumas beginnt in Meung.
- Kommissar Maigret, die Romanfigur von Georges Simenon, verbrachte hier häufig seine Ferien und zog sich nach der Pensionierung hierhin zurück.

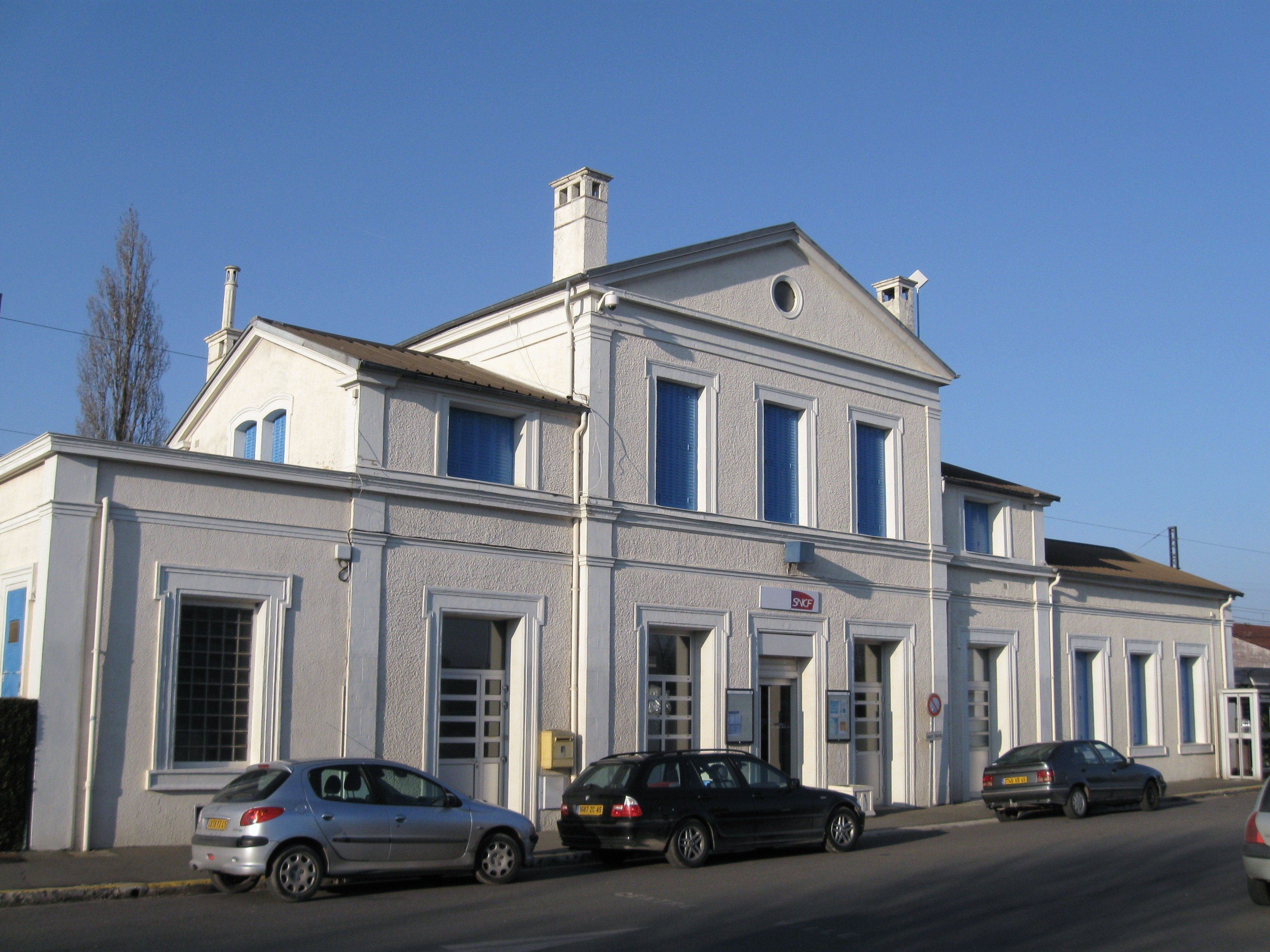
Bahnhof

## Persönlichkeiten
- Jean de Meung (um 1240–spätestens 1305), einer der Autoren des Roman de la rose
- Odo von Meung (11. Jahrhundert), Verfasser des Macer Floridus
- Nicolas d’Orgemont († 1416), der im hiesigen Kerker starb
- François Villon (1431–nach 1463), der den Sommer 1461 im hiesigen Kerker verbrachte
- Louis Sextius Jarente de La Bruyère, Bischof von Orléans
- Jean-Auguste-Dominique Ingres (1780–1867), Maler, wohnte hier regelmäßig zwischen 1853 und 1866
- Gaston Couté verbrachte hier seine Kindheit.
- Maurice Clayette, Ingenieur CNAM und Mitbegründer von Delaugère & Clayette, verbrachte hier seine Kindheit.
- Alain Corneau (1943–2010), Filmregisseur und Drehbuchautor